# Metagrion fontinale
Metagrion fontinale – gatunek ważki z rodziny Argiolestidae.
Owad ten jest endemitem nowogwinejskiej Ptasiej Głowy, znanym tylko z okazów typowych odłowionych w 1948 roku na polach naftowych Klamono, w rejonie rzeki Beraur.